# گراماتنویسیدل
گراماتنویسیدل (به آلمانی: Gramatneusiedl) یک منطقهٔ مسکونی در اتریش است که در ناحیه وین-اومگه‌بونگ واقع شده‌است. گراماتنویسیدل ۶٫۷ کیلومتر مربع مساحت دارد ۱۷۹ متر بالاتر از سطح دریا واقع شده‌است.